# Georgi Benkovski
Georgi Benkovski é o líder da Revolta de Abril (1876). Herói nacional da Bulgária, cuja memória é comemorada todos os anos em 20 de abril.
Ele foi o homem que desencadeou a revolta, como resultado da guerra russo-turca de 1877-1878 e a libertação da Bulgária foi alcançada.
Aventureiro e homem de ação, conhecia oito idiomas e era tradutor do embaixador persa em Constantinopla, com quem viajou pelo Oriente. Sua cabeça foi cortada após o levante como resultado de traição. 